# Bobsleje

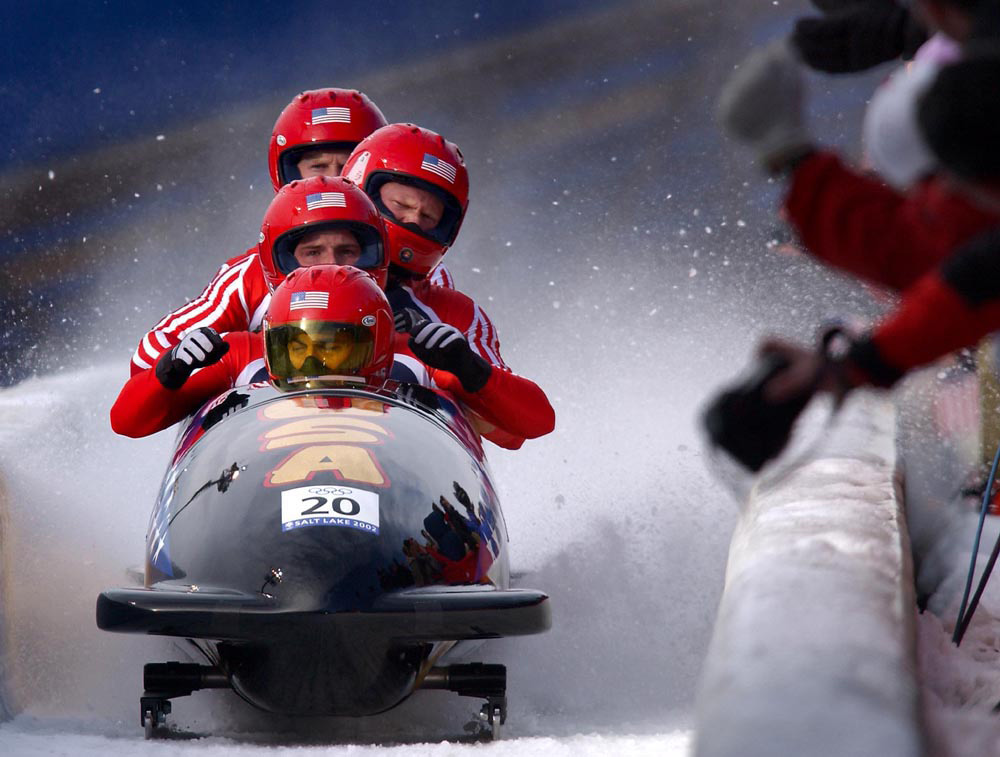
Drużyna w bobsleju

Bobsleje (od ang. bobsleigh) – zimowa dyscyplina sportowa, polegająca na zjeździe zawodników na specjalnych saniach (także zwanych bobslejami) po sztucznym torze lodowym, obecnie o średniej długości 1500–2000 m i o średnim spadku 8–12%. Tor powinien mieć co najmniej 15 zakrętów, z czego na niektórych wjazd z prędkością 130 km/h może spowodować na drużynie działanie przeciążenia 5 g.

## Bobsleje na igrzyskach olimpijskich
Pierwsze zawody bobslejów odbyły się w 1893 roku w Szwajcarii na górskiej drodze w Sankt Moritz, gdzie również założono pierwszy klub w 1897 oraz w roku 1903 zbudowano pierwszy tor bobslejowy. Konkurencja ta w roku 1924 stała się konkurencją zimowych igrzysk olimpijskich.
Polacy uczestniczyli w wyścigach bobslejowych podczas igrzysk olimpijskich w 1928, 1956, 1998, 2002, 2006, 2010, 2014 i 2018 roku. Mistrzostwa Polski były rozgrywane w latach 1949–1968. Jedyny tor bobslejowy w Polsce istniał w Karpaczu i został zdemontowany ok. 1970.

## Tor bobslejowy w Szklarskiej Porębie
W latach 1925–1926 w Szklarskiej Porębie, na północnym stoku góry Przedział (niem. Scheitberg) został zbudowany tor bobslejowy. Długość toru wynosiła 2100 m. Jazda na nim wymagała dużych umiejętności, gdyż był bardzo trudny technicznie. Miał siedem zakrętów z podniesionymi na krzywiznach ścianami. Nowością konstrukcyjną i techniczną był S-skręt, pierwszy tego typu w Europie, zakręt górny o promieniu 12 m, a dolny o promieniu 11 m. Ze względów bezpieczeństwa na każdym z zakrętów znajdowało się stanowisko obserwacyjne wyposażone w telefon.
Wzdłuż toru położona została sieć wodociągowa, aby tor miał właściwe oblodzenie. Sieć była zasilana z własnego ujęcia i dysponowała dziesięcioma hydrantami. Dla wygody zawodników wybudowano w pobliżu wyciąg elektryczny, na ramowych podporach, o długości 1200 m, który co 2 minuty wciągał bobslej razem z załogą. Mógł on także obsługiwać narciarzy. Uroczyste otwarcie toru miało miejsce na Boże Narodzenie 1925 r. i od razu uznano go za największy i najpiękniejszy tego typu obiekt na świecie.
W 1932 r. na torze rozegrane zostały mistrzostwa świata w bobslejowych dwójkach. Podobno projekt tego obiektu stał się wzorem dla olimpijskiego toru bobslejowego w amerykańskim Lake Placid oraz toru w Japonii.
Po II wojnie światowej przestał być wykorzystywany i podzielił losy całej poniemieckiej infrastruktury sportowej Szklarskiej Poręby. Stopniowo zamieniał się w ruinę i w końcu przestał istnieć. W latach pięćdziesiątych i sześćdziesiątych dawnym torem bobslejowym prowadziła nartostrada Filutek.

## Aktualny tor Bobslejowej Reprezentacji Polski
Z racji braku toru bobslejowego w Polsce, reprezentacja Polski ćwiczy na torze w miejscowości Sigulda (Łotwa). Na torze istnieje także możliwość przejazdu prawdziwym bobslejem (z pilotem, przy mniejszych prędkościach niż profesjonaliści) dla osób odwiedzających.

## Przykładowe tory bobslejowe na świecie
| Miejscowość  | Nazwa                                                         | Długość [m] | Spadek [m] | Nachylenie śr. | Nachylenie maks. | L. zakrętów | Źr.    |
| ------------ | ------------------------------------------------------------- | ----------- | ---------- | -------------- | ---------------- | ----------- | ------ |
| Altenberg    | enso EISKANAL Altenberg                                       | 1413        | 122,22     | 8,66%          | 15%              | 17          | [ 5 ]  |
| Igls         | Olympiaworld-Eiskanal Innsbruck                               | 1478        | 124        | 9%             | 18%              | 14 (15)     | [ 6 ]  |
| Königssee    | LOTTO Bayern Eisarena Königssee                               | 1675,40     | 120        | 9%             |                  | 16          | [ 7 ]  |
| La Plagne    | Piste olympique de bobsleigh de La Plagne                     | 1707,50     | 124        | 8%             | 14%              | 19          | [ 8 ]  |
| Lake Placid  | Mt. Van Hoevenberg Combination Bobsled, Skeleton & Luge Track | 1680        | 128        | 9%             | 20%              | 20          | [ 9 ]  |
| Lillehammer  | Lillehammer Olympic Sliding Centre                            | 1710        | 114        | 8%             | 15%              | 16          | [ 10 ] |
| Oberhof      | Rennrodelbahn Oberhof                                         | 1354,50     | 95         | 9,20%          | 36,40%           | 15          | [ 11 ] |
| Park City    | Utah Olympic Park                                             | 1570        | 104        | 8%             | 15%              | 15          | [ 12 ] |
| Pjongczang   | Alpensia Sliding Centre                                       | 1659        | 117        | 9,48%          | 25%              | 16          | [ 13 ] |
| Sigulda      | Bobsleja un kamaniņu trase „Sigulda”                          | 1420        | 99         | 8%             | 9%               | 16          | [ 14 ] |
| Soczi        | Sanki Sliding Center                                          | 1814        | 124        | 20%            | 22%              | 17          | [ 15 ] |
| Sankt Moritz | St. Moritz-Celerina Olympia Bobrun                            | 1962        | 130        | 8%             | 15%              | 19          | [ 16 ] |
| Whistler     | Whistler Sliding Centre                                       | 1700        | 148        | 9%             | 20%              | 16          | [ 17 ] |
| Winterberg   | VELTINS EisArena Winterberg                                   | 1609        | 110        | 9%             | 15%              | 15          | [ 18 ] |